# Moritz Hermann von Limburg-Styrum
Moritz Hermann von Limburg-Styrum (* 3. September 1664 auf Schloss Styrum; † 18. Mai 1703 in Maasbracht) war ein deutscher Adliger. Durch Abstammung war er Graf von Limburg, durch Erbe Herr von Styrum.

## Abstammung
Von Limburg-Styrum war der einzige Sohn des Grafen Moritz von Limburg-Styrum (* 1. Juli 1634; † 28. August 1664) und dessen Ehefrau Gräfin Maria Bernhardine von Limburg-Bronkhorst (* November 1637; † 15. Dezember 1713).

## Ehe und Nachkommen
Von Limburg-Styrum heiratete am 19. Oktober 1692 Elisabeth Dorothea (* 11. Juni 1665; † 1722), Tochter des Grafen Emich Christian von Leiningen-Dagsburg und dessen Gemahlin Gräfin Christine Luise von Daun-Falkenstein. Sie hatten folgende Nachkommen:
- Christian Otto (* 25. März 1694; † 24. Februar 1749)
⚭ (I) 6. Januar 1718 mit Prinzessin Julian Elisabeth Anna Luise von Hessen-Wanfried (* 20. Oktober 1690; † 13. Juni 1724)
⚭ (II) 28. Februar 1726 mit Gräfin Marie Ludovika von Globen (* um 1703; † 22. März 1732)
⚭ (III) 12. September 1733 mit Prinzessin Karoline Sofie zu Hohenlohe-Waldenburg-Schillingsfürst (* 20. April 1705; † 31. August 1758)
- Philipp Wilhelm (* 22. April 1695; † 1. Dezember 1758)
⚭ (I) 22. Januar 1718 mit Gräfin Maria Sibylla von Hoensbroech-Geul (* 1695, † 16. März 1723)
⚭ (II) 1723 mit Anna Maria Adelheid Duppengiesser (* 8. November  1702; † 18. Juli 1791)
- Bernhard Alexander (* 12. Februar 1698; † 11. März 1758)
⚭ 21. Februar 1740 mit Gräfin Luise Polyxena Maria Anna von Wiser (* 21. Juli 1711; † 1786), Tochter des Grafen Franz Joseph von Wiser (1679–1755)
- Ludovika (* 26. Mai 1699; † 1719), Nonne zu Köln
- Karl Moritz (* 2. April 1701; † 30. Juli 1744)

| Vorgänger | Amt                       | Nachfolger     |
| --------- | ------------------------- | -------------- |
| Moritz    | Herr von Styrum 1664–1703 | Christian Otto |

| Personendaten    | Personendaten                         |
| ---------------- | ------------------------------------- |
| NAME             | Limburg-Styrum, Moritz Hermann von    |
| ALTERNATIVNAMEN  | Limburg zu Styrum, Moritz Hermann von |
| KURZBESCHREIBUNG | deutscher Adliger                     |
| GEBURTSDATUM     | 3. September 1664                     |
| GEBURTSORT       | Schloss Styrum                        |
| STERBEDATUM      | 18. Mai 1703                          |
| STERBEORT        | Maasbracht                            |